# Chlorochaeta
Chlorochaeta är ett släkte av fjärilar. Chlorochaeta ingår i familjen mätare.

## Dottertaxa tillChlorochaeta, i alfabetisk ordning[1]
- Chlorochaeta agathia
- Chlorochaeta alba
- Chlorochaeta albicatena
- Chlorochaeta albimarginata
- Chlorochaeta albipunctata
- Chlorochaeta amoenaria
- Chlorochaeta apicipicta
- Chlorochaeta aporia
- Chlorochaeta argentataria
- Chlorochaeta attenuata
- Chlorochaeta bajularia
- Chlorochaeta barnsi
- Chlorochaeta biplaga
- Chlorochaeta biviaria
- Chlorochaeta cassidara
- Chlorochaeta cassidaria
- Chlorochaeta castaneata
- Chlorochaeta cenocraspis
- Chlorochaeta chalybeata
- Chlorochaeta cheramota
- Chlorochaeta chlorochromodes
- Chlorochaeta chlorophyllaria
- Chlorochaeta chordataria
- Chlorochaeta commodota
- Chlorochaeta connata
- Chlorochaeta consobrina
- Chlorochaeta coryphata
- Chlorochaeta decussata
- Chlorochaeta delicatior
- Chlorochaeta delineata
- Chlorochaeta dentata
- Chlorochaeta detenta
- Chlorochaeta dialitha
- Chlorochaeta diluta
- Chlorochaeta dissessa
- Chlorochaeta ditaria
- Chlorochaeta dubernardi
- Chlorochaeta equatorialis
- Chlorochaeta esmeralda
- Chlorochaeta eurynomaria
- Chlorochaeta flavicans
- Chlorochaeta flavitaenia
- Chlorochaeta fuscidorsata
- Chlorochaeta glauca
- Chlorochaeta hemictenes
- Chlorochaeta hypolampes
- Chlorochaeta inductaria
- Chlorochaeta ingrata
- Chlorochaeta insulana
- Chlorochaeta integranota
- Chlorochaeta isolata
- Chlorochaeta latilinea
- Chlorochaeta leucochloraria
- Chlorochaeta leucosphaera
- Chlorochaeta leucospilata
- Chlorochaeta longipennis
- Chlorochaeta mariae
- Chlorochaeta meyricki
- Chlorochaeta multigruma
- Chlorochaeta neriaria
- Chlorochaeta nigromacularia
- Chlorochaeta obsoletaria
- Chlorochaeta ornataria
- Chlorochaeta pallidicincta
- Chlorochaeta pictipennis
- Chlorochaeta procumbaria
- Chlorochaeta prouti
- Chlorochaeta pseudoneriaria
- Chlorochaeta pulchra
- Chlorochaeta punctaria
- Chlorochaeta pustulata
- Chlorochaeta quadrinotata
- Chlorochaeta rectilineata
- Chlorochaeta rhodolopha
- Chlorochaeta rhodonia
- Chlorochaeta rosea
- Chlorochaeta rufitornus
- Chlorochaeta serrulata
- Chlorochaeta signifera
- Chlorochaeta smaragdus
- Chlorochaeta stigmatisata
- Chlorochaeta striataria
- Chlorochaeta subargentaria
- Chlorochaeta subdelicata
- Chlorochaeta subhyalina
- Chlorochaeta subprocumbaria
- Chlorochaeta superonataria
- Chlorochaeta swanni
- Chlorochaeta syndyas
- Chlorochaeta takasago
- Chlorochaeta tancrei
- Chlorochaeta tangens
- Chlorochaeta tenera
- Chlorochaeta tenuisaria
- Chlorochaeta theodoraria
- Chlorochaeta vaga
- Chlorochaeta viridifimbria